# احمد خذیراوی
احمد خذیراوی (زاده ۲۳ ژوئیهٔ ۱۹۸۹) یک بازیکن فوتبال اهل ایران است.و بازیکن اسبق تیم های استقلال تهران و پاس تهران برق شیراز و اینجوان بوشهر بوده است.احمد خضیراوی فصل ۲۰۱۰-۲۰۱۱ ازفوتبال خداحافظی کرد.